# وهی یزدات
وهی یزدات یا وهیزدات یا بردیای دروغین دوم کسی بود که بعد از کشته شدن گئومات یا بنا بر برخی منابع بردیاسیانی که در کاخ کوروش در پاسارگاد بودند، او را به عنوان شاه قانونی شناختند. وهیزدات سپاهی بر ضد اراخوزیه فرستاد، او پیش از آنکه به آن کشور برسد، احتمالاً هریو و زرنگ را تسخیر کرد.